# Серков, Иван Киреевич
Ива́н Кире́евич Серко́в (бел. Іва́н Кірэ́евіч Сярко́ў; 4 января 1929, Поколюбичи, Гомельский округ — 27 мая 1998, Гомель) — белорусский советский детский писатель, поэт, сценарист и редактор, журналист. Член Союза писателей СССР с 1970 года.

## Биография
Родился в белорусской крестьянской семье в деревне Поколюбичи Гомельского района Белорусской ССР.
В 1947 году закончил 7-летнюю сельскую школу и поступил в Минское подготовительное артиллерийское училище (закончил в 1952 году). До 1955 года служил в советской армии. Затем работал в гомельской районной газете «Маяк». С 1960 года — редактор, а с 1961 по 1989 год — главный редактор Гомельской областной студии телевидения. В 1962 году закончил заочно журфак Белорусского государственного университета.
С 1977 года являлся секретарём Гомельского областного отделения Союза писателей Белорусской ССР.
Умер 27 мая 1998 года.

## Произведения

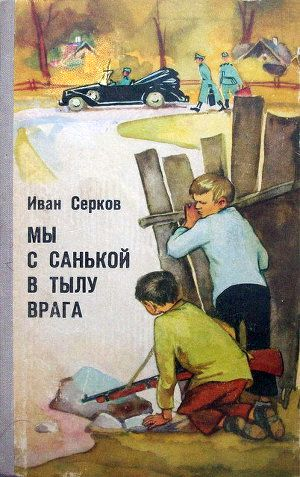
Лицевая сторона обложки книги Ивана Киреевича Серкова «Мы с Санькой в тылу врага» (Рис. И. Волковой; Минск : Беларусь, 1970)

Литературной деятельностью занимается с 1957 года. Начинал как поэт-юморист, сотрудничал с белорусским юмористическим журналом «Вожык». Опубликовал детскую приключенческую трилогию: «Мы с Санькой в тылу врага» (1968), «Мы — хлопцы живучие» (1970), «Мы с Санькой — артиллеристы…» (1989). Книги посвящены приключениям двух белорусских подростков во время немецко-фашистской оккупации Белоруссии.
Трилогия была переведена на русский, украинский, литовский, латышский, молдавский, армянский, болгарский языки.
В 1974 году написал сценарий телевизионного художественного фильма «Мы — хлопцы живучие», экранизированную студией «Белтелефильм».

### В переводе на русский язык
- «Мы с Санькой в тылу врага»: Повесть / авторизованный перевод с белорусского В. Жиженко; Художник И. Волковой. — Минск: Беларусь, 1970. — 224 с.
- «Мы — хлопцы живучие»: Повесть / авторизованный перевод с белорусского В. Жиженко; Художник В. Боровко. — Минск : Мастацкая літаратура, 1973. — 208 с.
- «Мы с Санькой»…: повести / авторизованный перевод с белорусского В. Жиженко; Художник В. Боровко. — Минск: Мастацкая літаратура, 1978. — 286, [1] с.
- «Мы хлопцы живучие»; «Мы с Санькой в тылу врага»: Повести / перевод с белорусского А. Гукасян; Художник В. Торосян. — Ереван : Советакан грох, 1979. — 426 с.
- «Мы с Санькой в тылу врага»: / перевод с белорусского Ю. Киркелан; Художник В. Ромашко. — Кишинёв: Лит. артиста, 1980.

## Экранизации
- 1974 — Мы — хлопцы живучие (экранизация повести «Мы — хлопцы живучие») (реж. Владимир Станкевич, «Белтелефильм»)

## Награды и звания
Лауреат второй премии Белорусского республиканского конкурса за повесть «Мы с Санькой в тылу врага» (1968), первой премии Всесоюзного конкурса на лучшее произведение художественной литературы для детей и юношества за повесть «Мы — хлопцы живучие» (1970), а также первой премии Белорусского республиканского конкурса за повесть «Мы с Санькой — артиллеристы…» (1989).
Награждён медалью «За доблестный труд», Почётными Грамотами Президиума Верховного Совета Белорусской ССР (1972, 1979).

## Память
- На доме Ивана Киреевича Серкова в Поколюбичах Гомельского района открыта мемориальная доска (2009).
- 2009 год объявлен Гомельским областным отделением общественного объединения «Союз писателей Беларуси» годом Ивана Серкова.
- 10 сентября 2024 года на здании телерадиокомпании «Гомель» (ул. Пушкина, 8, Гомель) открыта мемориальная доска И. Серкову[4]. В организации оформлен мемориальный кабинет, воссоздающий атмосферу телевидения второй половины XX века.